# Laurent Courtois
Pour les articles homonymes, voir Courtois.
Laurent Courtois, né le 11 septembre 1978 à Lyon, est un footballeur français jouant au poste de milieu gauche ensuite reconverti comme entraîneur. Il dirige le CF Montréal en MLS du 8 janvier 2024 au 24 mars 2025. Il est congédié à cette date à la suite des résultats insatisfaisants du CFM depuis le début de la saison.

## Biographie

### Jeunesse et formation
Lyonnais, Laurent Courtois est néanmoins considéré à La Réunion comme « kréopolitain », c'est-à-dire créole-métropolitain.

### Parcours en club

#### Fin de carrière en MLS
Durant la saison 2013, le Chivas USA est en très grandes difficultés au point que l'on parle de la vente de la franchise à d'autres propriétaire et de son transfert dans une autre ville. Le 29 juin 2013, Courtois inscrit un but contre le Revolution de la Nouvelle-Angleterre lors du match nul 1-1. Le lendemain, il est remercié par la franchise ainsi que 3 de ses coéquipiers afin de faire de la place sous le plafond salarial pour recruter Carlos Bocanegra.
Quelques semaines plus tard, il est recruté par l'autre club de Los Angeles, le Galaxy le 19 juillet 2013.

### Parcours d'entraîneur
À 35 ans, Courtois devient entraineur-joueur de l'équipe 2 du Galaxy de Los Angeles qui vient d'être créée pour évoluer en USL Pro. Il met cependant fin à sa carrière sportive le 15 août 2014 afin de se concentrer sur sa reconversion comme entraîneur et sa formation auprès de la Fédération française de football.
Il retourne ainsi en France et rejoint son club formateur de l'Olympique lyonnais afin d'y encadrer des équipes de jeunes - filles comme garçons - tout en terminant ses nouvelles études. Après deux saisons à Lyon, le 8 février 2017, Laurent Courtois retrouve le Galaxy II de Los Angeles et épaule son entraîneur principal Mike Muñoz.
Au Galaxy II de Los Angeles, Courtois reste trois saisons en poste avant de partir en novembre 2019 pour entraîner l'équipe des moins de 17 ans du Crew de Columbus, autre franchise de Major League Soccer. Cependant, lorsque le Crew annonce la création de son équipe réserve - le Crew 2 de Columbus - qui intègre la nouvelle MLS Next Pro, Laurent Courtois est annoncé comme le premier entraîneur de l'équipe,. Au terme de la saison inaugurale, le Crew 2 de Columbus remporte le calendrier régulier et la finale du championnat. Courtois est alors nommé entraîneur de l'année dans la ligue.
Il est nommé entraîneur-chef du CF Montréal le 8 janvier 2024.

## Style de jeu
Laurent Courtois était un joueur de couloir très rapide. Il possédait de grandes qualités de dribble et de débordement en un contre un[réf. nécessaire].

## Palmarès

### Comme entraîneur
Crew 2 de Columbus
- Champion de MLS Next Pro en 2022
- Finaliste de MLS Next Pro en 2023

## Sélections
- International -15 ans, -17 ans et -18 ans.